# Germán Álvarez de Sotomayor
Germán Álvarez de Sotomayor y Castro (La Coruña, 14 de septiembre de 1907-Madrid, 23 de enero de 1988) fue un arquitecto español. Falangista reconocido, tomó parte en la guerra civil y durante los primeros años de la dictadura franquista ocupó puestos relevantes.

## Biografía
Nació en La Coruña el 14 de septiembre de 1907. Era hijo del militar Francisco Álvarez de Sotomayor Zaragoza y de Teresa de Castro Gómez, y sobrino del pintor y político Fernando Álvarez de Sotomayor Zaragoza  y del militar José Álvarez de Sotomayor Zaragoza. Realizó estudios de arquitectura, licenciándose en 1935.
Jefe de la Falange en el distrito madrileño de Palacio, se encontraba en la ciudad cuando se produjo el golpe de Estado de julio de 1936; fue detenido, aunque consiguió huir a la zona sublevada, llegando a La Coruña hacia noviembre de 1936. Miembro destacado de la Falange coruñesa, llegaría a ser jefe provincial de FET y de las JONS en este territorio. Durante esta etapa nombró a Gerardo Salvador Merino para la jefatura local de Falange en La Coruña. Tomó parte en la Guerra Civil, en la cual alcanzaría el rango de teniente provisional de artillería. Llegó a sobrevivir al hundimiento del transporte Castillo de Olite, donde iba embarcado.

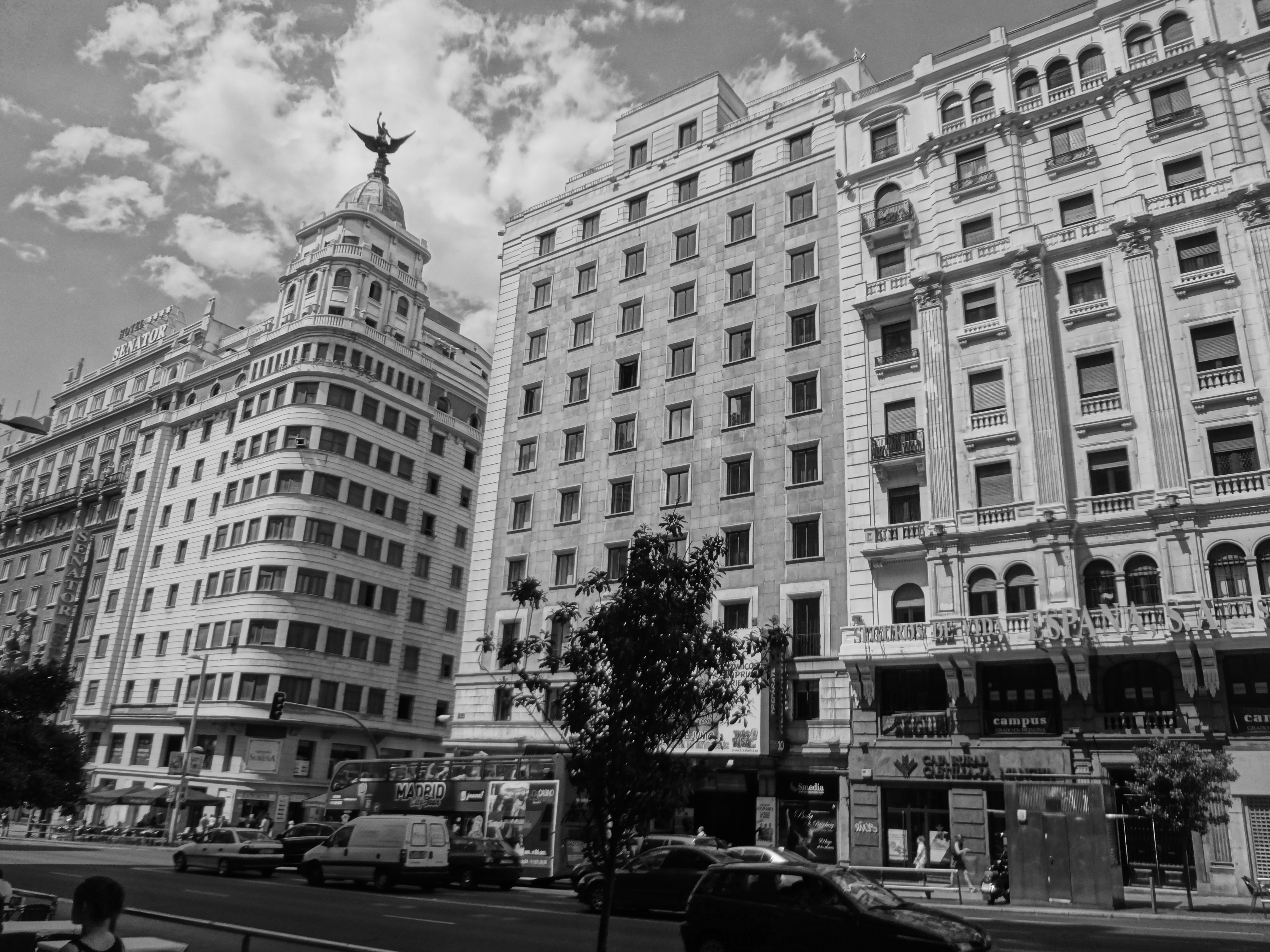
Fachada del Cine Gran Vía (proyecto de 1943).

Amigo íntimo de Salvador Merino, posteriormente se convertiría en un estrecho colaborador de este en la Delegación nacional de Sindicatos. Ocupó la dirección de la oficina técnica de la Obra Sindical del Hogar. Tiempo después, Álvarez de Sotomayor llegaría a ser secretario nacional de Sindicatos. En el verano de 1941 asumió con carácter accidental la dirección de los Sindicatos verticales, en el contexto de la campaña organizada contra su superior jerárquico. La posterior caída en desgracia Salvador Merino también afectó a sus colaboradores: el 30 de septiembre de 1941 Álvarez de Sotomayor fue inhabilitado para ejercer cargos de mando y confianza.

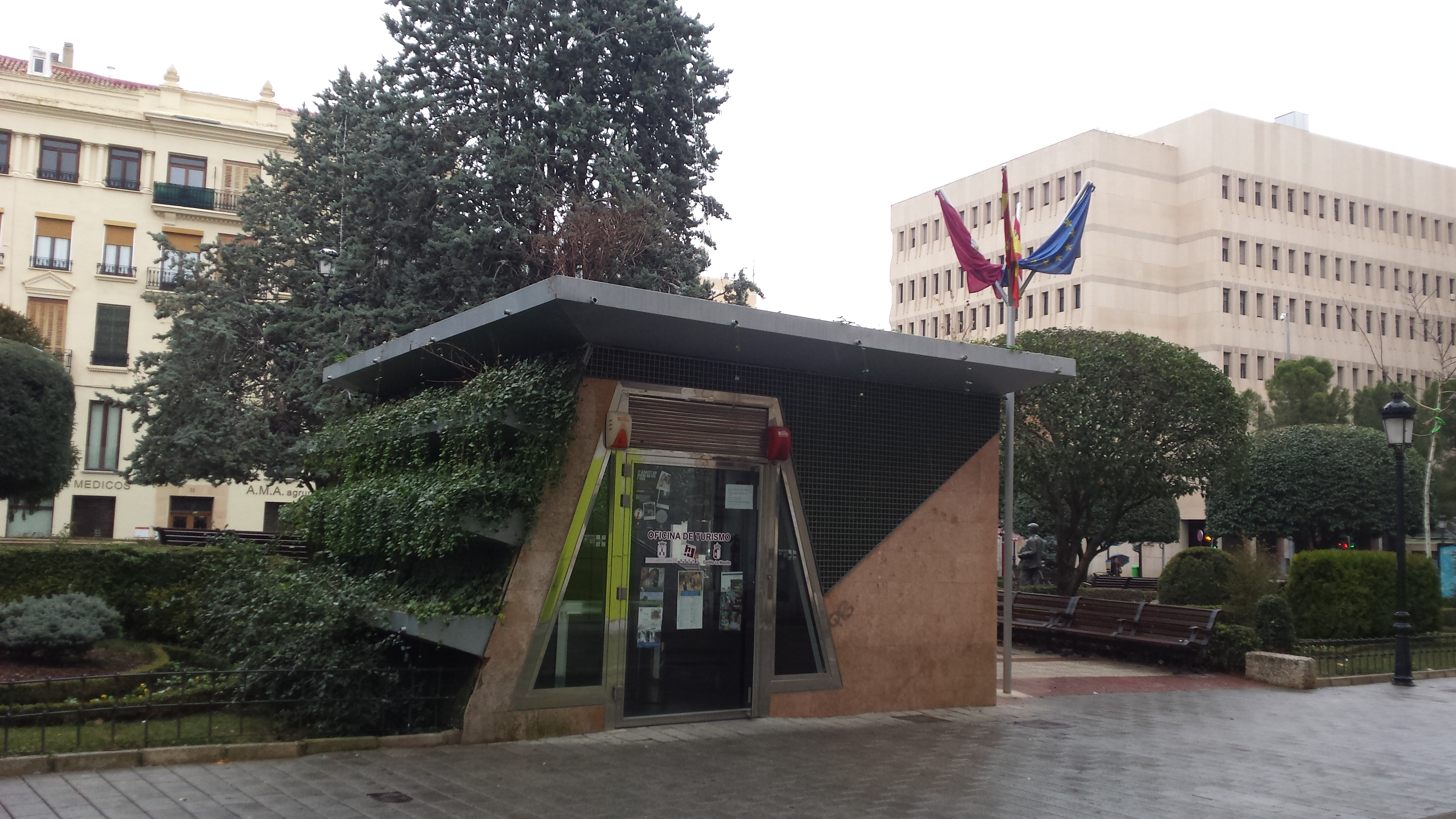
Palacio de Justicia de Albacete (1980)

Tras su caída en el ostracismo político, se centró en la profesión de arquitecto. En la época de posguerra colaboraría con arquitectos como Francisco de Asís Cabrero, Gamir, Olasagasti y Coderch. En Madrid fue autor del edificio «Cine Gran Vía», inaugurado en 1944. También dirigió algunos trabajos en Santiago de Compostela. En Pontevedra colaboró en 1954 en el proyecto del Palacio de Justicia de Pontevedra y en Albacete proyectó el palacio de justicia. Falleció en Madrid el 23 de enero de 1988.

## Obras
- —— (1987). Relatos apasionados de un tiempo de guerra. Madrid.[17]